# Odprto prvenstvo Francije 1974
Odprto prvenstvo Francije 1974 je teniški turnir za Grand Slam, ki je med 3. in 16. junijem 1974 potekal v Parizu.

## Moški posamično
Björn Borg :  Manuel Orantes, 2-6, 6-7, 6-0, 6-1, 6-1

## Ženske posamično
Chris Evert :  Olga Morozova, 6–1, 6–2

## Moške dvojice
Dick Crealy /  Onny Parun :  Bob Lutz /  Stanley Smith, 6–3, 6–2, 3–6, 5–7, 6–1

## Ženske dvojice
Chris Evert /  Olga Morozova :  Gail Sherriff Chanfreau /  Katja Burgemeister Ebbinghaus, 6–4, 2–6, 6–1

## Mešane dvojice
Martina Navratilova /  Iván Molina :  Rosie Reyes Darmon /  Marcello Lara, 6–3, 6–3